# Sebastian Gevert
Sebastian Gevert (* 23. Juni 1988 in Mexiko-Stadt) ist ein chilenischer Volleyballspieler. Der Diagonalangreifer ist Nationalspieler und wurde in mehreren Ländern nationaler Meister. Seit 2018 spielt er wieder bei den SWD Powervolleys Düren, mit denen er 2020 und 2023 das Pokalfinale erreichte.

## Karriere
Gevert wurde in Mexiko geboren, als sein Vater dort beruflich für Bayer tätig war. Als er zwei Jahre alt war, zog seine Familie nach Santiago de Chile. Sein Vater Ricardo und sein Onkel Alex spielten Mitte der 1980er Jahre beim TSV 1860 München in der deutschen Bundesliga. Seine Brüder Cristóbal und Juan Pablo waren chilenische Nationalspieler. Er begann seine eigene Karriere 2003 in Chile beim Club Deportivo Manquehue. In der Saison 2006/07 spielte der Diagonalangreifer, der bereits während seiner Jugend einige Zeit in Deutschland verbracht hatte und neben der chilenischen auch die deutsche Staatsbürgerschaft besitzt, für SSF Fortuna Bonn. Anschließend kehrte er zurück nach Manquehue. 2010 wechselte der Kapitän der chilenischen Nationalmannschaft zu Portol Palma Mallorca. Dort spielte er im Challenge Cup, der für den Verein jedoch nach einer Runde beendet war. Die folgende Saison verlief für Gevert erfolgreicher. Mit dem SC Espinho gewann er durch einen Erfolg im Finale gegen Benfica Lissabon die portugiesische Meisterschaft.
Im Sommer 2012 wurde der Diagonalangreifer vom deutschen Bundesligisten evivo Düren verpflichtet. Mit dem Verein erreichte er in der Saison 2012/13 das Playoff-Viertelfinale der Bundesliga und das Halbfinale im DVV-Pokals. Ein Jahr später unterlagen die Dürener mit Gevert jeweils im Viertelfinale beider Wettbewerbe. Erfolgreicher verlief die Saison 2014/15, in der sich die SWD Powervolleys erst im Halbfinale des DVV-Pokals und der Bundesliga geschlagen geben mussten. In der Saison 2015/16 spielte Gevert mit Düren international und erreichte im CEV-Pokal das Viertelfinale. In den nationalen Wettbewerben unterlag die Mannschaft im Pokal-Achtelfinale und im Playoff-Viertelfinale jeweils der SVG Lüneburg. Nach der Saison verließ Gevert Düren und wechselte nach Tschechien zu Jihostroj České Budějovice. Mit dem Verein gewann er in der Saison 2016/17 die tschechische Meisterschaft. Außerdem kam er ins Achtelfinale des Challenge Cup. 2017 ging der Diagonalangreifer zum belgischen Verein Noliko Maaseik. Mit Maaseik wurde er in der Saison 2017/18 belgischer Meister. In der Champions League erreichte das Team die erste Playoff-Runde.
Anschließend kehrte Gevert zu den SWD Powervolleys Düren zurück. Mit der Mannschaft erreichte er das Halbfinale im DVV-Pokal und das Viertelfinale in den Bundesliga-Playoffs. Dabei wurde er zum Topscorer der Liga. Im DVV-Pokal 2019/20 kam Gevert mit den SWD Powervolleys ins Finale, das die Mannschaft gegen die Berlin Recycling Volleys verlor. Als die Bundesliga-Saison kurz vor den Playoffs abgebrochen wurde, stand Düren auf dem sechsten Tabellenplatz. In der Saison 2020/21 unterlagen die SWD Powervolleys im Playoff-Halbfinale gegen Berlin und wurden Dritter. In der folgenden Saison schied Düren mit Gevert im Viertelfinale des DVV-Pokals aus. Im Playoff-Halbfinale verlor die Mannschaft ebenfalls gegen den VfB Friedrichshafen und belegte damit erneut den dritten Platz in der Meisterschaft. In der Saison 2022/23 spielte Gevert mit den SWD Powervolleys in der Gruppenphase der Champions League. Im DVV-Pokal 2022/23 erreichte er mit seiner Mannschaft das Finale, das in Mannheim gegen die Berlin Recycling Volleys verloren ging. Die Bundesliga-Saison endete für Düren im Playoff-Halbfinale ebenfalls gegen Berlin. In der Saison 2023/24 unterlagen die SWD Powervolleys im DVV-Pokal hingegen bereits im Viertelfinale gegen die WWK Volleys Herrsching und im CEV-Pokal schieden sie im Achtelfinale aus. In den Bundesliga-Playoffs verloren die SWD Powervolleys als Tabellensechster im Viertelfinale gegen den VfB Friedrichshafen.
Geverts Vertrag in Düren wird nach der Saison 2023/24 nicht verlängert.